# اماگون (آرکانزاس)
اماگون، ارکانساس (به انگلیسی: Amagon, Arkansas) یک منطقهٔ مسکونی در ایالات متحده آمریکا است که در شهرستان جکسون، آرکانزاس واقع شده‌است.

## خصوصیات
اماگون ۰٫۳ کیلومترمربع مساحت و ۹۸ نفر جمعیت دارد و ۶۸ متر بالاتر از سطح دریا واقع شده‌است.